# Anderson Adauto
Anderson Adauto Pereira GOMM (Sacramento, 6 de abril de 1957) é um advogado e político brasileiro filiado ao Partido Verde (PV). Foi ministro dos Transportes durante o governo Lula e deputado federal por Minas Gerais pelo Partido Liberal (PL).

## Biografia
Muito jovem mudou-se com a família da cidade de Sacramento para a cidade de Uberaba, onde reside até os dias de hoje. Anderson Adauto trabalhou desde adolescente para ajudar no sustento de sua família, depois do trágico falecimento de seu pai, Sr. Adauto. Começou a se interessar por política através de movimento estudantil nos anos 70, e em 1981 formou-se advogado pela Universidade de Uberaba tendo como paraninfo e conselheiro político o então presidente Tancredo Neves, avô do ex-governador e atual senador pelo estado de Minas Gerais Aécio Neves.

## Carreira política
Ocupou o cargo de Secretário de Indústria e Comércio no governo do então prefeito Wagner do Nascimento e logo aos 29 anos tornou-se um dos mais jovens deputados a ocupar cadeira na Assembleia Legislativa de Minas Gerais.
Foi Secretário de Indústria e Comércio do município de Uberaba, deputado estadual pelo PMDB em Minas Gerais por quatro mandatos consecutivos, sendo uma vez presidente da Casa, pelo período de dois anos.
Obteve a maior votação para deputado federal do extinto partido Partido Liberal (PL), conseguindo ultrapassar a marca de 100 mil votos nas eleições de 2002. Foi o deputado majoritário da região do Triângulo Mineiro. Foi também o articulador responsável por levar o Senador José Alencar Gomes da Silva ao Palácio do Planalto, compondo como vice a chapa vitoriosa do presidente Luiz Inácio Lula da Silva.

### Ministério dos Transportes
Foi nomeado sucessor de João Henrique de Almeida Sousa como ministro dos Transportes por Lula em janeiro de 2003. No ministério, contou com Sérgio José de Souza como seu assessor especial de 10 a 17 de janeiro, José Luiz Alves como chefe de gabinete, Ilizeu Real Júnior como gestor temporário do Departamento Nacional de Infraestrutura de Transportes (DNIT) e Keiji Kanashiro como secretário-executivo do ministério.
Exatos um mês de sua nomeação, Anderson Adauto renunciou ao cargo de ministro em 1º de fevereiro para iniciar seu mandato na Câmara dos Deputados, sendo sucedido por Keiji Kanashiro como ministro interino. Essa é uma manobra conhecida entre ministros de Estado que são eleitos ao Legislativo, em que participam por 1 dia como titulares na Câmara e em seguida entregam o mandato para o suplente, retornando para seus cargos no poder Executivo. Naquele ano, também fizeram a manobra José Dirceu, Ricardo Berzoini, Miro Teixeira, Marina Silva e Agnelo Queiroz. No dia seguinte (2), todos retornaram aos seus respectivos ministérios.
Em seus primeiros três meses, reestruturou a diretoria do DNIT, demarcou a área do Porto Organizado de Maceió, aumentou o prazo de extinção do Departamento Nacional de Estradas de Rodagem (DNER) para mais 180 dias e aumentou o capital social da VALEC destinando 13 milhões de reais à estatal. Trabalhou na cobertura do déficit da Companhia de Navegação do São Francisco (FRANAVE) por parte do governo federal e reestruturou o Conselho Nacional de Recursos Hídricos.
Em março, Adauto foi admitido pelo presidente Lula à Ordem do Mérito Militar no grau de Grande-Oficial especial.

### Prefeitura de Uberaba
Em 2004, deixou o Ministério dos Transportes para se candidatar a prefeitura de Uberaba no Triângulo Mineiro, sendo eleito em outubro do mesmo ano com a maior votação da história da cidade: aproximadamente 103 mil votos.
Nas eleições de 2008 foi reeleito em primeiro turno com 54,80% dos votos, derrotando pela segunda vez seguida o médico e deputado estadual pelo PSDB Fahim Sawan.
Em 2010, Anderson Adauto licenciou-se do cargo de prefeito municipal para ser o coordenador-geral da campanha do então Senador pelo estado de Minas Gerais e Ministro das Comunicações Hélio Costa, com o objetivo de vencer as eleições para o Governo do estado, e também atuou como articulador de primeira linha que desencadeou a vitória da atual presidenta da República, Dilma Rousseff.
Em 2012, travou uma verdadeira batalha política e jurídica com a Executiva Estadual do PMDB que impôs uma intervenção ao Diretório Municipal. Com isso, foi sacramentada a candidatura do deputado federal Paulo Piau à prefeito de Uberaba, em detrimento do secretário de governo Rodrigo Mateus. Com isso, acabou desfiliando-se do PMDB e anunciou apoio à candidatura do deputado estadual Adelmo Carneiro Leão do Partido dos Trabalhadores, que acabou as eleições em terceiro lugar.
Encerrou seu mandato com 70% de aprovação, sendo agraciado com a Chave de Ouro da cidade durante jantar oferecido pelo G9 - grupo de entidades de classe.
Sua passagem pelo Ministério dos Transportes lhe rendeu o maior desafio de sua vida pública, sendo acusado e levado à julgamento no STF como um dos participantes do Mensalão. Foi absolvido dos crimes de Corrupção Ativa (unanimidade) e Lavagem de Dinheiro.
Em outubro de 2013, durante a Convenção mineira do PRB, realizada na cidade de Belo Horizonte, foi apresentado oficialmente como o mais novo membro do partido e pré-candidato a deputado federal nas eleições legislativas de 2014.